# Roth járás
Roth járás egy járás Bajorországban. Roth járás Nürnberger Land, Nürnberg, Schwabach, Fürth, Ansbach, Weißenburg-Gunzenhausen, Eichstätt és Neumarkt in der Oberpfalz járásokkal határos. Lakosainak száma 103 944 fő (1987. május 25.).

## Népesség
A járás népessége az elmúlt években az alábbi módon változott:
| Lakosok száma | 88 656 | 103 944 | 123 168 | 123 431 | 123 890 | 125 140 | 125 563 | 126 101 |
|               | 1970   | 1987    | 2012    | 2013    | 2014    | 2015    | 2016    | 2017    |